# Guanabarastreptus triangulatus
Guanabarastreptus triangulatus är en mångfotingart som beskrevs av Christoph D. Schubart 1960. Guanabarastreptus triangulatus ingår i släktet Guanabarastreptus och familjen Spirostreptidae. Inga underarter finns listade i Catalogue of Life.